# Super Contra
Super Contra (яп. スーパー魂斗羅 エイリアンの逆襲, «Super Contra: The Alien Strikes Back») — друга відеогра в серії Contra та продовження першої, випущена 1988 року Konami. Початково вийшла на ігрові автомати, в 1990 — на NES, Amiga та MS-DOS.
В ній Білл Райзор і Ленс Бін в грудні 2634,через рік після подій першої гри, знову борються з іншопланетними нападниками на чолі з Червоним Яструбом, який захопив військову базу на Землі.
В Північній Америці вийшла під назвою Super C, в Європі та Австралії — Probotector II: Return of the Evil Forces, де люди були замінені роботами. Прийнято вважати, що північноамериканська NES-версія отримала скорочену назву «Super C», щоб уникнути натяків на скандал Іран-контрас 1986 року. Аркадна та NES-версія гри були багаторазово перевидані для інших платформ.

## Ігровий процес

### Основи
Геймплей Super Contra такий самий, як і в попередниці, з тою різницею, що змінилася дія деякої зброї. Всього рівнів, як і в попередній грі, є 8, але рівні з виглядом ззаду замінені рівнями з виглядом зверху. На рівнях можна підібрати нову зброю (яка замінює наявну), корисні бонуси, що знаходяться в контейнерах, які іноді пролітають по екрану або розташованих за спеціальними дверцятами.
Загалом графіка покращилася, були додані текстури та спрайти, яких не було в оригінальній грі, та з'явилася можливість змінювати висоту стрибка.

### Зброя і бонуси
- Normal Gun — звичайна рушниця, що стріляє одиничними пострілами. Після загибелі боєць з'являється з нею ж. Ця зброя є універсальною, але порівняно слабкою.
- (M) (Machine Gun, кулемет) — стріляє автоматично чергою куль, не вимагаючи натискань кнопки стрілянини.
- (L) (Laser Gun, лазерна рушниця) — стріляє променем, що летить із середньою швидкістю. Знищує більшість ворогів з першого влучання. Якщо вистрілити знову, поки летить попередній промінь, то він зникне.
- (F) (Fire Gun, вогнемет) — вистрілює вогняну кулю, що після знищення ворога розпадається на менші. В запасі є два постріли. Можна затримати постріл для створення більшої кулі.
- (S) (Spread, дрбовик) — вистрілює віялом кілька куль, кожна з яких рівна за забійністю кулеметній, а всі разом перевершують постріл лазера. Має в запасі десять пострілів.
- Значок орла — вбиває всіх ворогів в межах екрану, коли його підібрати.
- (B) (Barrier, бар'єр) — тимчасова невразливість. Противники самі гинуть при зіткненні з персонажем.
- (R) (Rapid, прискорення) — збільшує максимальну кількість куль, які летять одночасно, і їх швидкість

## Сюжет

### Рівні
- Перший рівень — руїни міста, захоплені терористами, що переходять у військову базу. Наприкінці рівня герой знищує вертоліт терористів та проникає всередину бази.
- Другий рівень — рівень з видом згори. Боєць долає ворожих солдатів, танки і турелі. Бос рівня — танк з трьома кулеметниками, що час від часу б'є струмом.
- Третій рівень — джунглі, де звідусіль нападають вороги і спрацьовують приховані турелі. Джунглі переходять в рівний майданчик, де належить битися з павукоподібним роботом. Потім дорога пролягає далі крізь джунглі та завершується біля озброєної вежі.
- Четвертий рівень — здебільшого вертикальний рівень з платформами та підйомниками. Тут зустрічаються крилаті терористи, бос — рухома батарея лазерів.
- П'ятий рівень — також вертикальний, але складений скелями та контейнерами. Бос — літаюча тарілка, обвішана кістками.
- Шостий рівень — рівень з видом згори. Герой просувається тунелем, вкритим органікою. На нього нападають дрібні іншопланетяни, а з підлоги можуть раптово з'явитись зубаті пащі. В кінці знаходиться лідер прибульців, монстр Ґава — багатолике нерухоме чудовисько, що стріляє в героя. Коли лиця знищено, за ними виявляється справжній Ґава, що керує схожою на змію потворою.
- Сьомий рівень — органічні печери, наповнені різноманітними потворами й терористами-мутантами. Бос — схожа на скелета істота, що атакує згустками рідини.
- Восьмий рівень — печери зі сплавленої плоті та іншопланетних технологій. Місцями стеля намагається розчавити героя. Тут зустрічаються найнебезпечніші іншопланетяни, бос — павукоподібна істота з людським лицем.

В титрах показується гелікоптер, що забирає героя.

## Незадокументовані можливості
Комбінаціями клавіш в головному меню можна активувати деякі спеціальні можливості:
- 10 життів (для гравця 1) — на титульному екрані набрати: вправо, вліво, вниз, вгору, A, B, Start
- 10 життів (для гравця 2) — на титульному екрані набрати: вправо, вліво, вниз, вгору, A, B, Select, Start
- Тест звуку — на титульному екрані, натиснути і утримувати A + B, потім натиснути кнопку Start.
- Продовжити зі старими рахунком і життями в новій грі — на титульному екрані, після програшу, натиснути, A, а потім Start.
- Продовжити зі старим рахунком в новій грі — на титульному екрані, після програшу, натиснути A, B, а потім Start[2].